# ИТ-28
ИТ-28 — советский инженерно-мостовой танк (специальный танк, танковый мостоукладчик) межвоенного периода, предназначенный для переправы танков через реки, преодоления противотанковых рвов шириной до 12,5 метров (при одномпролёте моста) и эскарпов высотой до 4,5 метров.
Инженерный танк — 28-й модели разработан в 1936—1940 годах на базе основного и среднего танка Т-28. Единственный опытный экземпляр, построенный в 1940 году, прошёл полигонные испытания, однако не был принят к серийному производству.

## История
Создавался с 1939 года в конструкторском бюро (КБ) Кировского завода. Конструкцию мостового оборудования разработали в НАТИ. Изначально должен был применяться в советско-финской войне. Специальный танк ИТ-28 был разработан в 1940 году на Кировском заводе в Ленинграде. Танк был предназначен для преодоления препятствий бронетанковыми и механизированными подразделениями. Танк был спроектирован на базе серийного Т-28. В лобовой стенке брони были размещены два пулемёта ДТ, в стандартных шаровых установках, боевой комплект 4473 патронов. Вместо главной башни устанавливалась восьмигранная надстройка толщиной брони 30 — 50 мм и наклоном стенок 8 — 25 градусов. Для наведения моста танк был оборудован специальным механизмом отбора мощности от двигателя, передачей и механизмами управления.
Металлический мост длиной 13,3 метра и шириной 3,5 метра обеспечивал грузоподъемность 50 тонн. Он мог укладываться поверх препятствий шириной до 12,5 метра. Экипаж мог разложить мост в течение 3 минут и собрать его обратно за 5, без выхода экипажа из спецтанка. Танк обеспечивал проход по мосту как средних танков Т-28 и Т-34, так и тяжёлых Т-35.
Корпус танка изготавливался методом сварки, снаружи места сварки дополнительно укреплялись уголками. На дне размещалось восемь люков доступа к механизмам и пробкам для слива масла из двигателя и коробок передач.
Отсек управления размещался в центральной части машины. Механик-водитель занимал своё место через люк в крыше машины, а за дорогой следил через наблюдательную щель в открываемом лобовом люке. В боевом отделении размещались остальные члены экипажа — два стрелка-пулемётчика, командир машины и оператор моста.
Испытания танка в июне 1940 года подтвердили его  боевые характеристики, однако достоверные данные о серийном производстве и боевом использовании этих машин отсутствуют. На сегодняшний день не сохранилось ни одного экземпляра ИТ-28.

## Опытная машина
Опытный образец был готов лишь к 5 апреля и из-за этого не попал на фронт. По другим данным, в 1940 году, после капитального ремонта на ленинградском Кировском заводе танк Т-28Э без башен был отправлен в НАТИ для установки моста. В мае были проведены испытания ИТ-28 в московском институте, а в июне — на полигоне ГАБТУ. До начала Великой Отечественной войны заказ на изготовление специальных боевых машин оборонной промышленностью разместить не удалось, а после её начала дальнейшие работы по ИТ были прекращены.

## Боевое применение
В 1941 году боевая машина числилась в составе НИБТ полигона в Кубинке. Куда машина попала, неизвестно. Возле надписи на фото «Машины на НИБТ полигоне — ИТ-28» написано «Казань», поэтому вероятно, что танк отправили в Казань.